# Le Faux Magistrat
Série
'Fantômas contre Fantômas'
(1914)
Pour plus de détails, voir Fiche technique et Distribution.
Le Faux Magistrat est un film muet français réalisé par Louis Feuillade, sorti en 1914. 
Ce film policier est la suite de Fantômas contre Fantômas le cinquième et dernier opus de la saga Fantômas de Louis Feuillade.

## Synopsis
À Saint-Calais, les diamants de la Marquise de Tergall ont été cambriolés par Paulet et Ribonard, deux apaches de la bande à Fantômas. Pendant ce temps, Fantômas s'évade de  la prison de Louvain, assassine le juge Pradier et usurpe son identité au tribunal de Saint-Calais où on lui confie le dossier d'instruction du cambriolage.
Mais ce qu'ignore Fantômas, c'est que son évasion a été organisée par l'inspecteur Juve (...)

## Fiche technique
- Titre : Le Faux Magistrat
- Réalisateur : Louis Feuillade
- Scénario :Louis Feuillade, d'après Le Magistrat cambrioleur de Pierre Souvestre et Marcel Allain
- Adaptation : Louis Feuillade
- Photographie : G. Guérin
- Montage : G. Guérin
- Décors : R. Jules Garnier
- Société de production : Société des Etablissements L. Gaumont
- Pays de production :  France
- Langue : film muet avec les intertitres  en français
- Format : Noir et blanc — 35 mm — 1,33:1 — Muet
- Métrage : 1 881 mètres
- Genre : Comédie
- Durée : 75 minutes
- Dates de sortie :
  - France : 8 mai 1914 (première à Paris)
  - États-Unis : 10 juillet 1914

## Distribution
- Georges Melchior : Jérôme Fandor, journaliste à "La Capitale"
- René Navarre : Fantômas / le juge d'instruction Charles Pradier
- Edmond Bréon : l'inspecteur Juve / le délégué de l'administration pénitentiaire autrichienne
- André Mesnery : le marquis Maxime de Tergall
- Germaine Pelisse : la marquise Antoinette de Tergall
- Laurent Morlas : l'apache Paulet, dit Bébé
- Jean-François Martial : l'apache Ribonard, l'homme pendu à la cloche
- Suzanne Le Bret :	Rosa, la femme de chambre des Tergall / Mirette, la maîtresse de Bébé
- Hugues Mitchell : le greffier Croupan
- Renée Carl : Lady Beltham
- Jane Faber : la princesse Danidoff